# اسرنو
اسرنو (به ایتالیایی: Acerno) یک سکونتگاه مسکونی در ایتالیا است که در استان سالرنو واقع شده‌است.

## خصوصیات
اسرنو ۷۲٫۳۲ کیلومترمربع مساحت و ۲٬۸۷۲ نفر جمعیت دارد و ۷۲۷ متر بالاتر از سطح دریا واقع شده‌است.